# Shaun Calder
Shaun Calder (ur. 29 stycznia 1985) – nowozelandzki judoka.
Brązowy medalista mistrzostw Oceanii w 2003. Wicemistrz kraju w 2007 roku.